# Esfíngids
Els esfíngids (Sphingidae) són una família de lepidòpters ditrisis de la superfamília dels bombicoïdeus (Bombicoidea) coneguts vulgarment com a esfinges i borinots, i també com a borinos (Mallorca) o barrinols (Eivissa i Formentera). La família conté uns 200 gèneres, amb unes 1.450 espècies.

## Morfologia

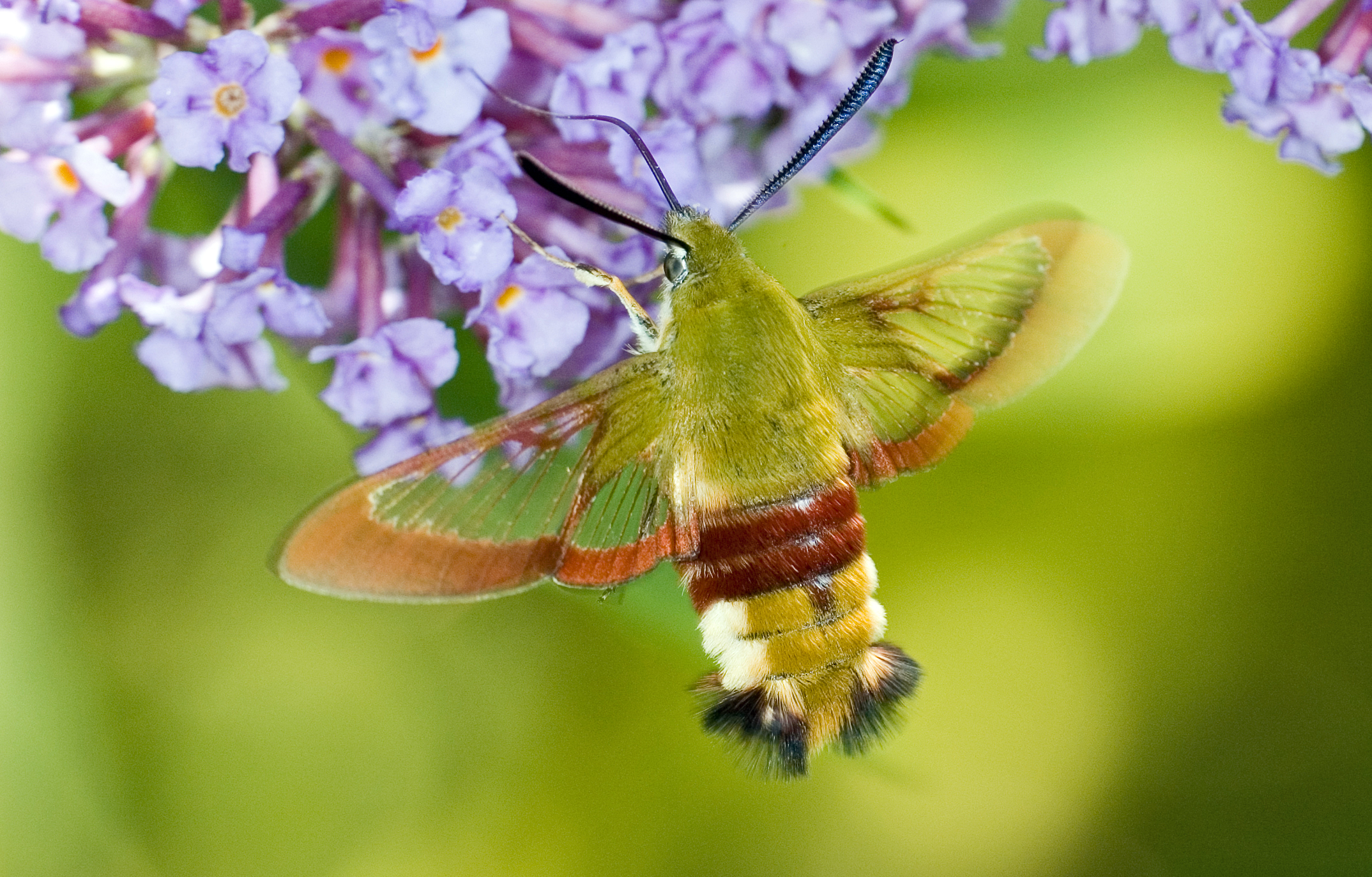
Hemaris fuciformis xuclant una flor. Alguns borinots s'assemblen molt als abellots.

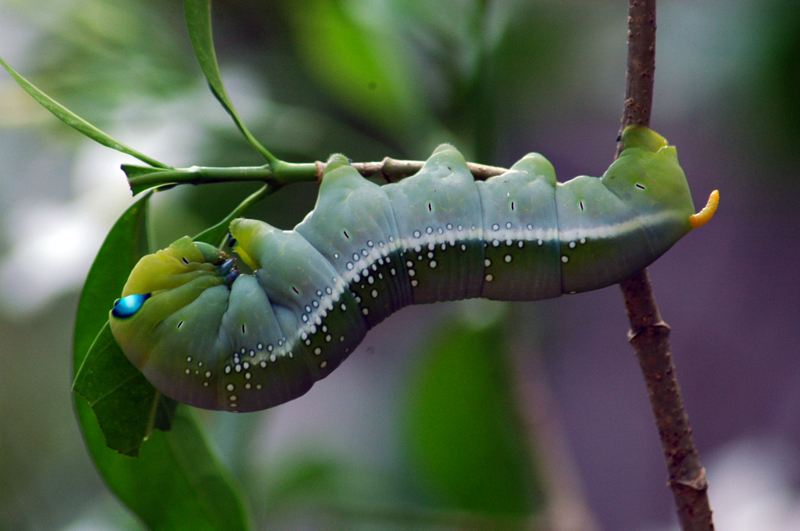
L'estrany aspecte de les erugues dels esfíngids va donar origen al nom de la família (Daphnis nerii). La taca blava no correspon realment a l'ull de l'animal, però l'estratagema deu ser efectiu per intimidar alguns depredadors.

Els esfíngids acostumen a ser d'una mida considerable i tenen un cos robust i pelut. Les ales són normalment estretes i poderoses, i es mouen a grans velocitats. La majoria d'espècies tenen una espiritrompa allargada. Utilitzant aquesta trompa, es passen el seu últim estat de la metamorfosi (imago) xuclant el nèctar de les flors activament. Per a xuclar les flors, els esfíngids executen vols estacionaris amb batecs molt ràpids de les ales. Així, un borinot xuclant les flors s'assembla molt a un colibrí. Les flors adaptades a aquest tipus de pol·linització solen ser tubulars, de colors pàl·lids o blancs i s'obren durant el vespre i la nit. Aquest conjunt de caràcters és un síndrome floral anomenat esfingofília.
Altres espècies tenen l'espiritrompa atrofiada i és parcialment funcional o no ho és gens. El primer cas afecta unes poques espècies com el borinot de la mort (Acherontia atropos), que té una trompa curta i robusta que l'obliga a alimentar-se de mel (s'infiltra als ruscs d'abelles) i saba dels arbres. En el segon cas els adults viuen uns pocs dies, el temps just per trobar parella i fer la posta; és el cas del borinot ocel·lat (Smerinthus ocellata) o del borinot del til·ler (Mimas tiliae), entre d'altres.

## Desenvolupament
Les erugues dels esfíngids són relativament grans i gruixudes. Tenen un apèndix similar a una banya a la zona caudal que fa que siguin fàcils d'identificar, encara que en alguns casos estigui molt reduïda. Són insaciables devoradors de fulles i si es presenten en grans nombres la defoliació pot ser molt important, ara bé, aquest fet no és habitual, ja que les femelles solen pondre els ous individualment i en plantes diferents.
El nom de la família prové de la postura que adopten aquestes erugues quan se senten amenaçades i de les taques grans que semblen ulls que tenen algunes espècies, com el borinot morat. Aquesta postura és molt estranya i els dona l'aspecte d'animal fabulós, com l'esfinx, la figura de la mitologia grega i egípcia.
Acabat l'estat larvari, molts borinots romanen en estat de crisàlide subterrània fins a una profunditat de 12 cm. Les espècies d'esfíngids que viuen a les zones temperades de la Terra acostumen a passar l'hivern en aquest estat, a excepció de casos concrets com l'esfinx colibrí (Macroglossum stellatarum), que pots hibernar com a adult infiltrant-se en construccions humanes.

### Cicle vital
La majoria d'espècies tenen diverses generacions per any si el clima ho permet, són multivoltines.

#### Ou
Les femelles dipositen ous verdosos, translúcids i llisos.
Generalment són ous aïllats a la planta nutrícia. El període de desenvolupament de l'ou varia molt, entre tres i vint-i-un dies.

#### Larva
Les erugues dels esfíngids són robustes, de mida mitjana a gran. Tenen cinc parells de potes falses. Generalment, manquen de pèls o tubercles, però la majoria d'espècies tenen un apèndix en forma de banya a l'extrem posterior que sovint es redueix de mida fins a convertir-se en un botó o desapareix completament en l'últim estadi abans de transformar-se en pupa. Moltes presenten colors críptics verds o marrons, mentre que d'altres tenen marques, punts o bandes de colors contrastants i cridaners. Sovint aquests colors són blancs i negres sobre un fons groc o verd. Un disseny de ratlles diagonals als costats és força comú. Freqüentment es produeix un notable canvi de color abans de la fase de pupa.
Quan l'eruga està en repòs, sol aixecar la part anterior del cos i enfonsar el cap; d'aquí prové el nom d'esfinx. Algunes erugues tropicals semblen imitar serps. Les erugues sovint vomiten substàncies enganxoses i fins i tot tòxiques com a defensa quan se senten amenaçades. La velocitat de desenvolupament depèn de la temperatura, i algunes espècies de latituds altes requereixen banys de sol per accelerar el procés.

#### Pupa
En alguns esfíngids, la probòscide de la pupa està lliure en lloc d'estar fusionada amb la resta de la pupa, com en la majoria dels lepidòpters. Generalment, passen l'estadi de pupa allunyats de la planta alimentària, ja sigui sota el sòl, en esquerdes de roques o, en alguns casos, dins d'un capoll. En la majoria d'espècies, la pupa és l'estadi que passa l'hivern.

## Distribució
Els esfíngids tenen una distribució geogràfica molt àmplia a totes les zones temperades. Estan presents a tots els continents de la Terra, llevat de l'Antàrtida. Alguns borinots, com el borinot del baladre, són migratoris i poden cobrir distàncies considerables a velocitats de fins a 55 km/h. Malgrat que gairebé totes les espècies són nocturnes, hi ha uns quants esfíngids diürns, com el bufaforats.

## Galeria

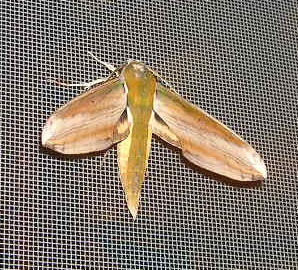
Theretra japonica
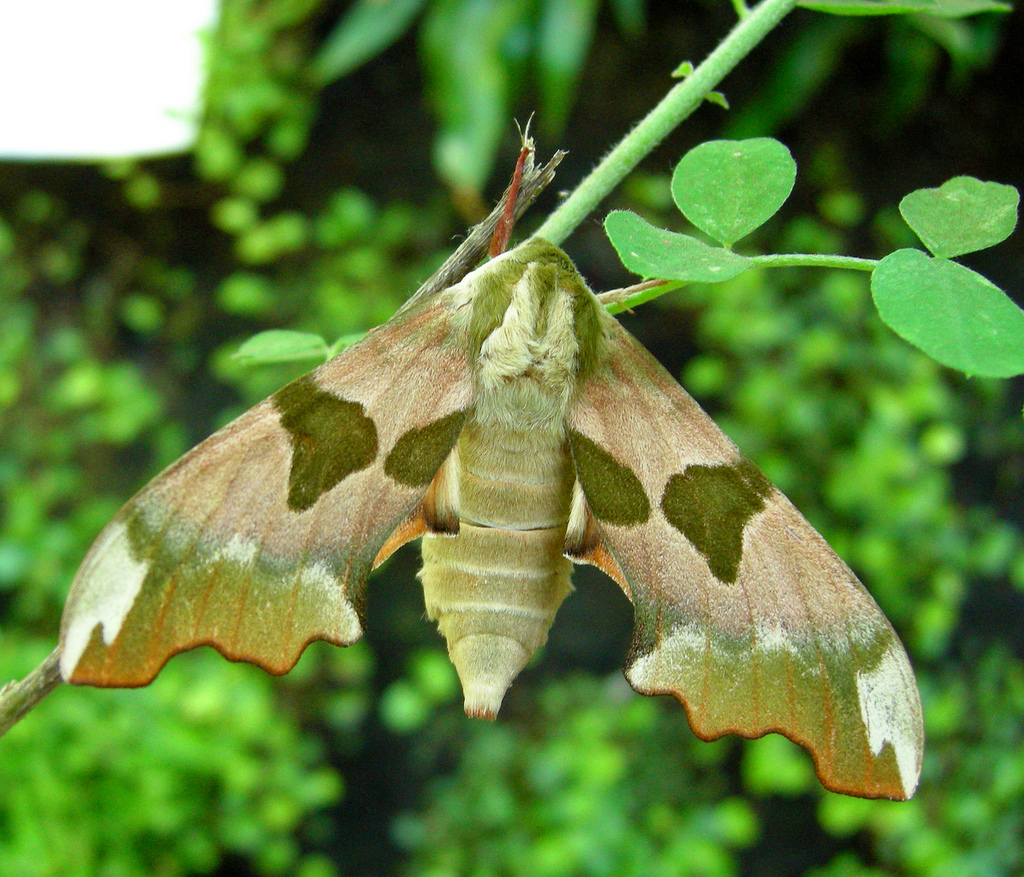
Mimas tiliae
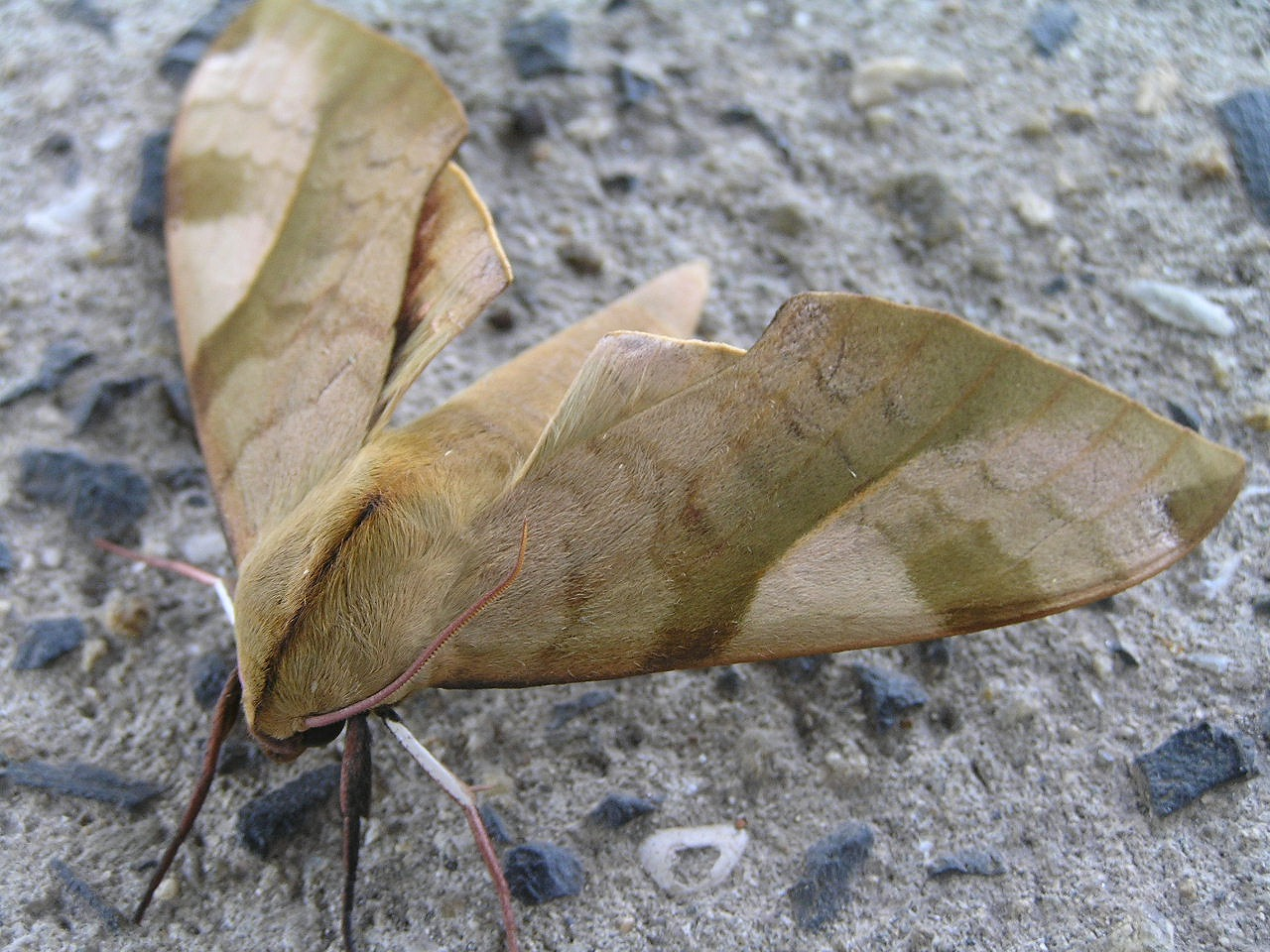
Clanis bilineata tsingtauica
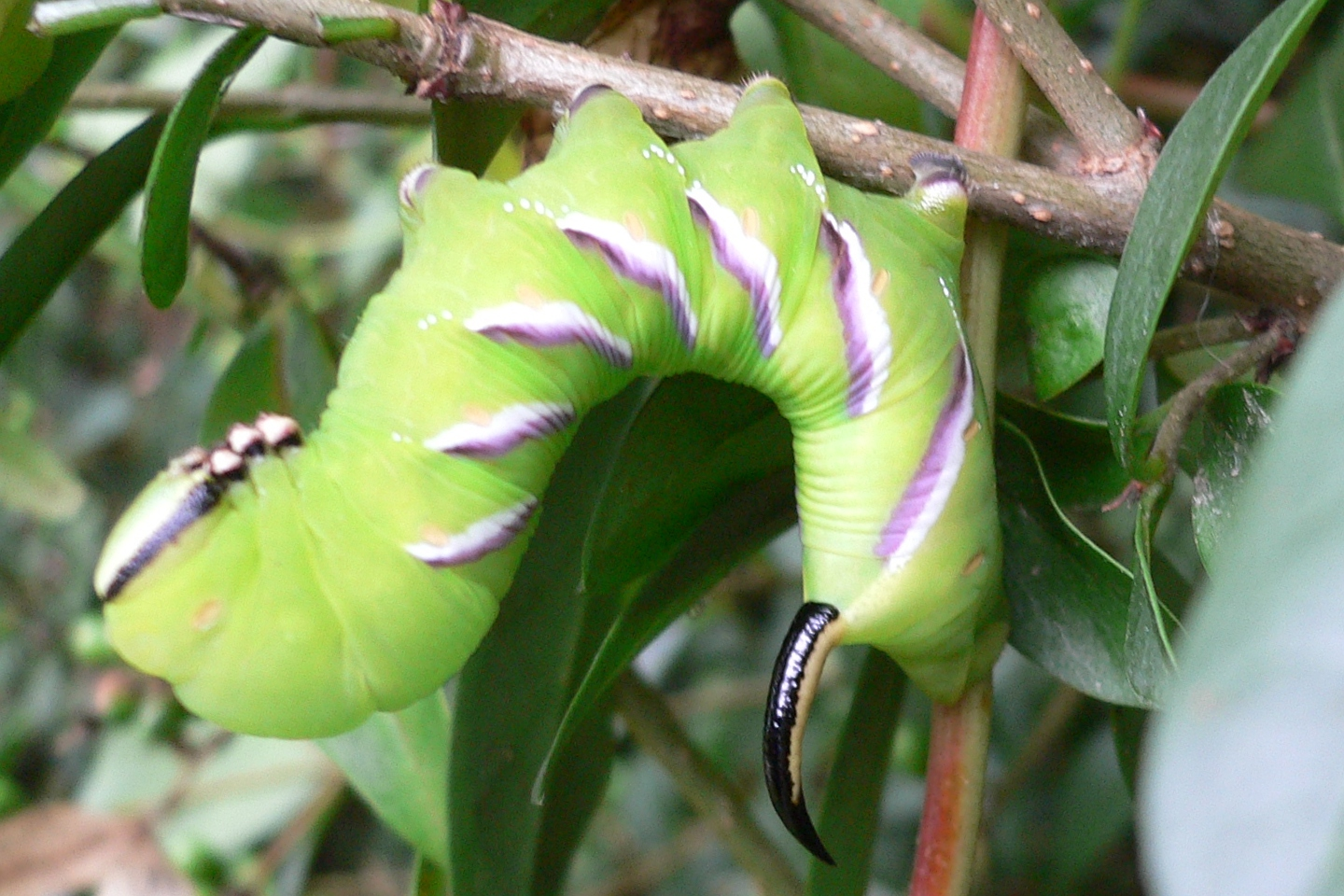
Eruga del borinot Sphinx ligustri
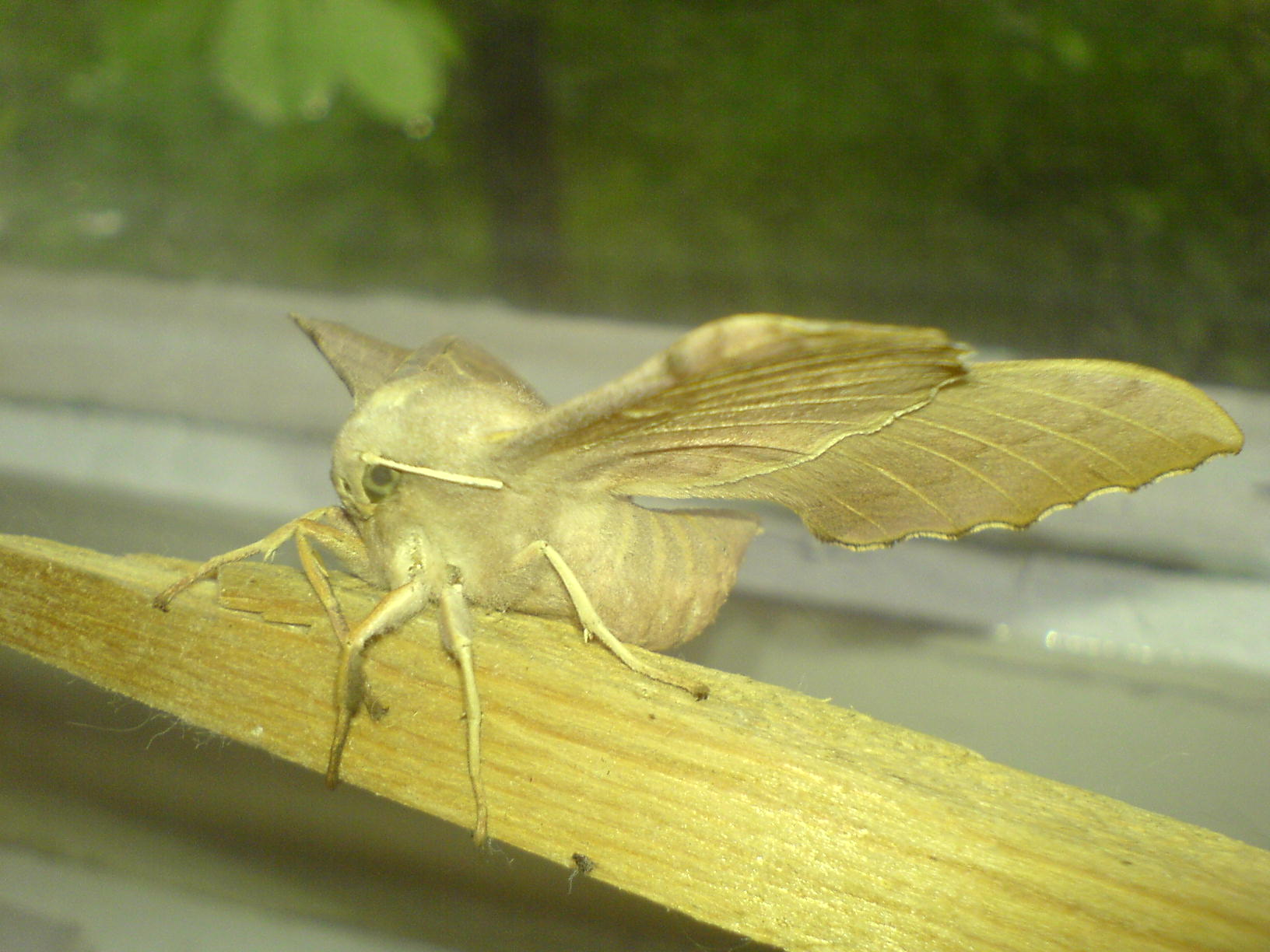
Laothoe populi
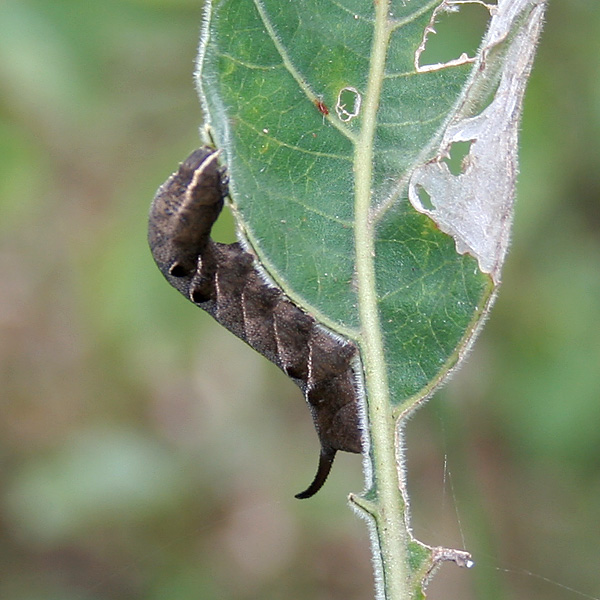
Eruga del borinot Neogurelca hyas
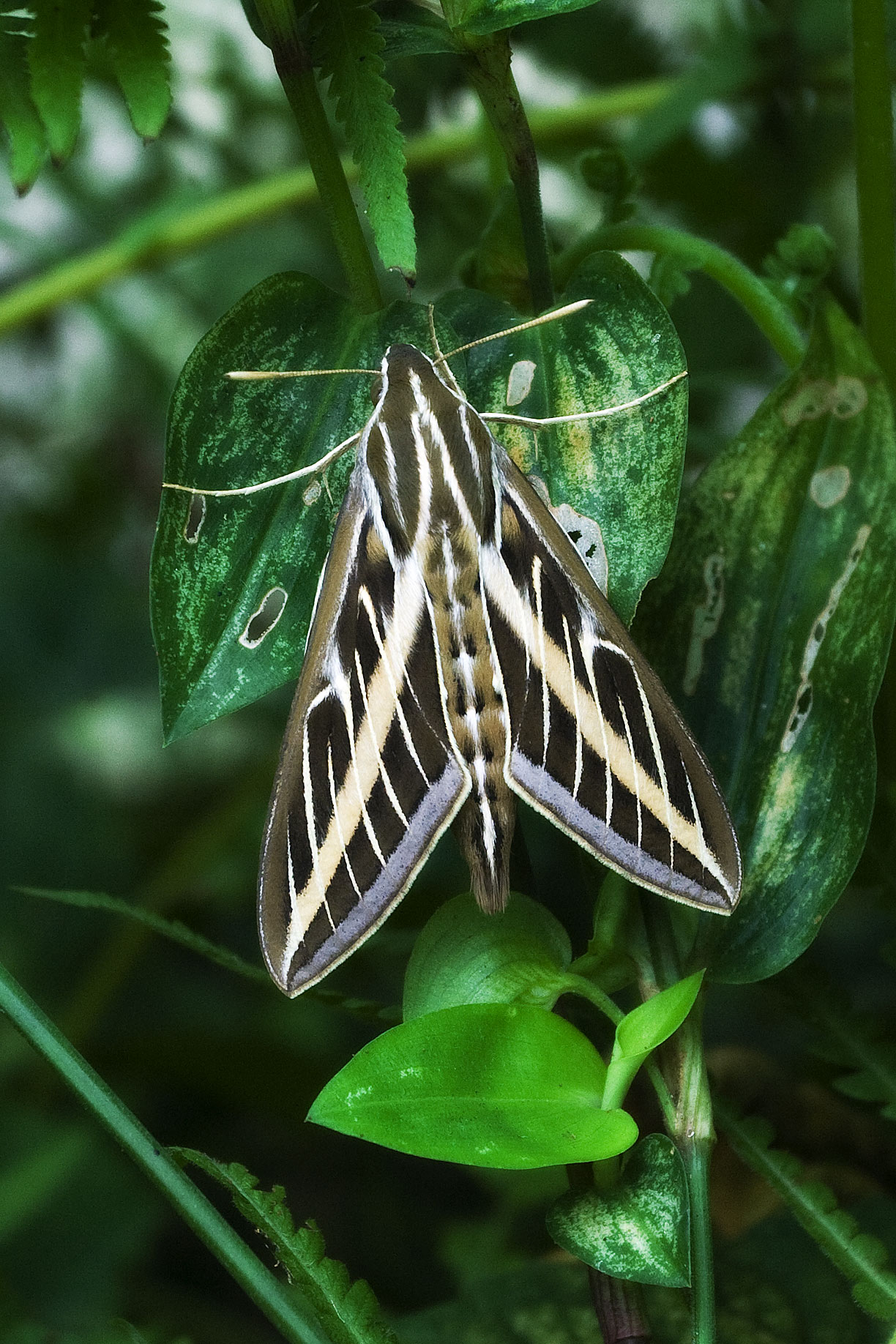
Hyles lineata
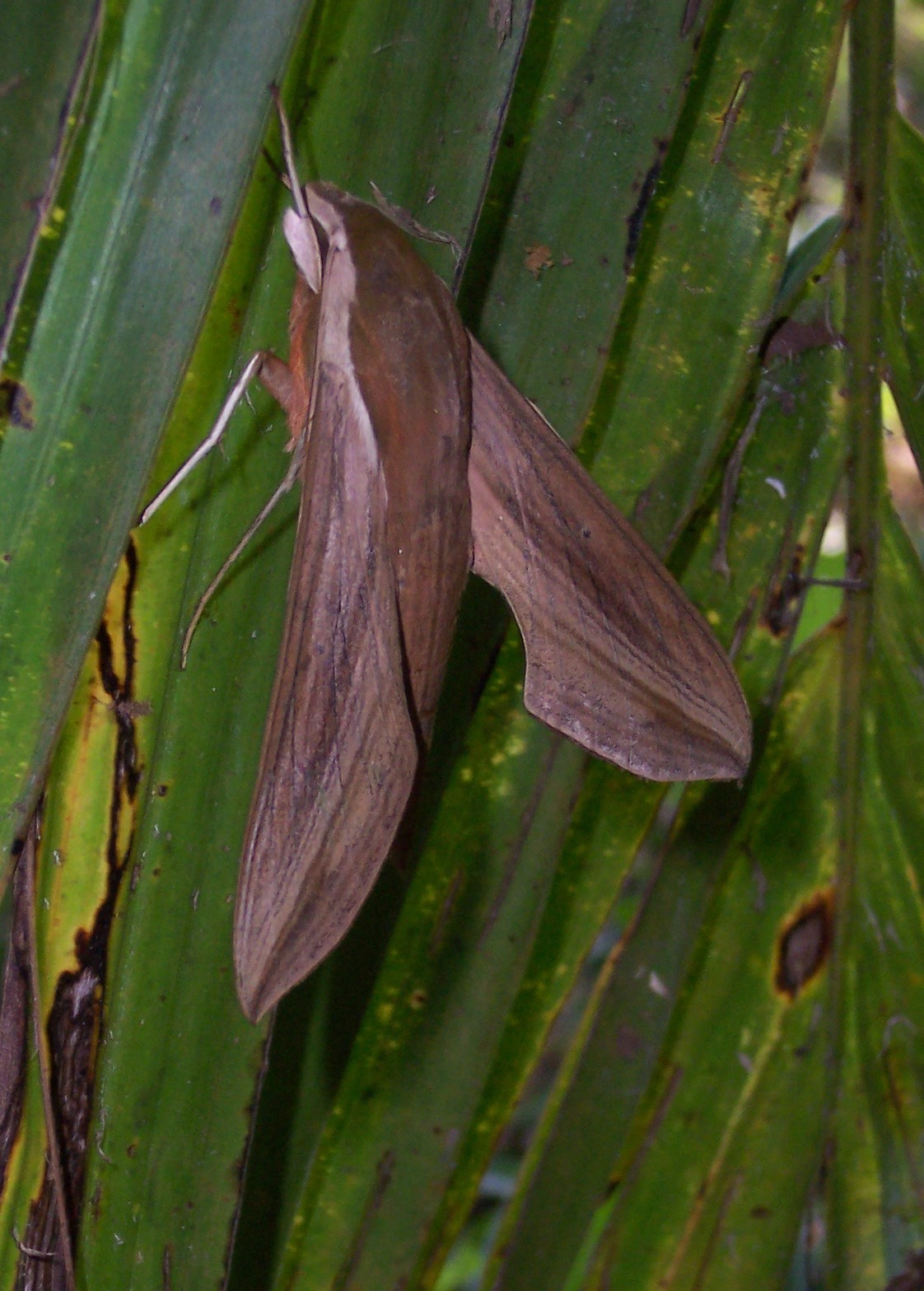
Hippotion eson
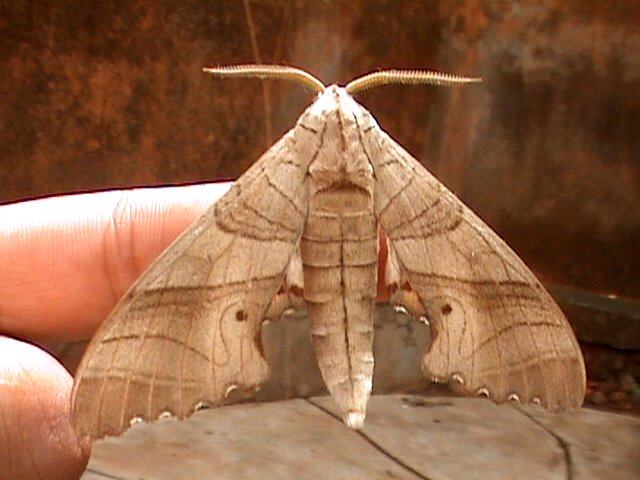
Marumba dryas
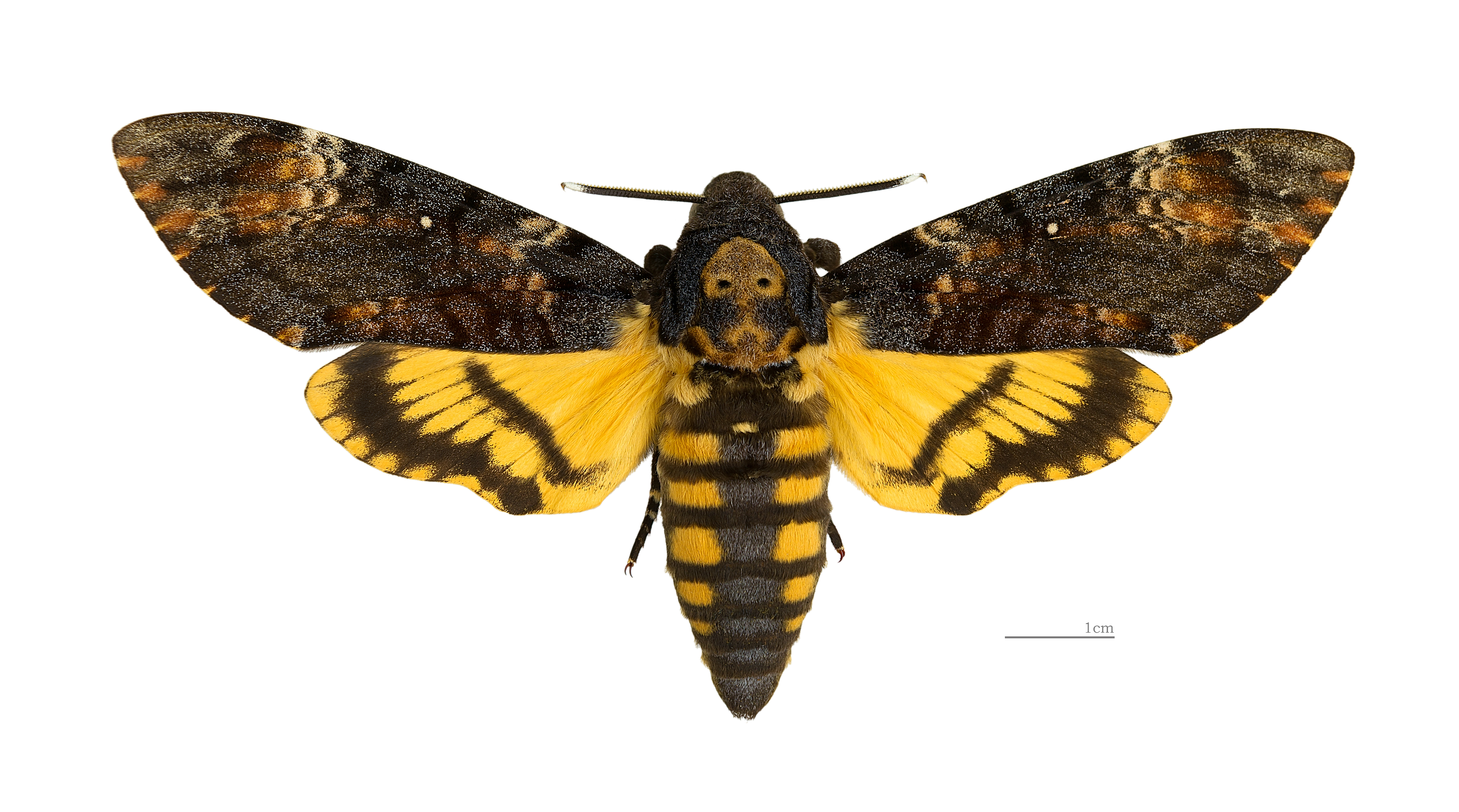
Acherontia atropos